# Duclaux Point
Der Duclaux Point (französisch Pointe Duclaux) ist eine Landspitze der Brabant-Insel im Palmer-Archipel vor der Westküste der Antarktischen Halbinsel. Sie ragt 5 km südöstlich des Kap Cockburn an der Ostseite der Pasteur-Halbinsel in die Bouquet Bay.
Teilnehmer der Vierten Französischen Antarktisexpedition (1903–1905) unter der Leitung des Polarforschers Jean-Baptiste Charcot entdeckten sie. Charcot benannte sie nach dem französischen Biochemiker Émile Duclaux (1840–1904), Direktor des Institut Pasteur im Jahr 1895. Das UK Antarctic Place-Names Committee übertrug am 23. September 1960 die französische Benennung ins Englische.